# Dinle
Dinle ist das 18. Studioalbum des türkischen Arabeske-Sängers Mahsun Kırmızıgül. Es erschien am 2. Juni 2006 über das Label A1 Müzik. Zu den Liedern Dinle, Gül Senin Tenin und Azar Azar wurden außerdem Videos gedreht.

## Cover
Auf dem Cover sind zwei Abbildungen von Kırmızıgül zu sehen. Er sitzt auf einem Stuhl, auf der ersten Abbildung lehnt er sich nach hinten, auf der zweiten Abbildung lehnt er sich nach vorne. Auf beiden Abbildungen trägt er ein weißes Jackett, eine dunkelblaue Jeans und weiße, feine Schuhe. Der Hintergrund besteht aus verschiedenen Farben.

## Titelliste
| #   | Titel                        | Länge |
| --- | ---------------------------- | ----- |
| 1.  | Dinle                        | 3:39  |
| 2.  | Dönmeyeceğim                 | 4:03  |
| 3.  | Sevemem                      | 3:30  |
| 4.  | Gül Senin Tenin              | 4:39  |
| 5.  | Azar Azar                    | 4:12  |
| 6.  | Sevdiğim                     | 3:39  |
| 7.  | Zarar Olsan                  | 3:47  |
| 8.  | Yalansa                      | 3:45  |
| 9.  | Bu Şehir Senden Yana (Eleni) | 3:58  |
| 10. | Çorbaya Taş Katanlar         | 4:13  |
| 11. | Uzaktayım                    | 3:06  |
| 12. | Ellerin Kadınısın            | 4:12  |
| 13. | Diyarbekir'in İçinde         | 3:23  |
| 14. | Felek (feat. Abdullah Balak) | 4:29  |
| 15. | Dinle (Ragga Version)        | 3:39  |